# 이케모토 미키오
이케모토 미키오(池本 幹雄, いけもと みきお, 1977년 1월 13일 ~)는 일본의 만화가이며, 교토부 출신이며 남성이다.

## 역사
1997년 3월, 「주간 소년 점프」(슈에이샤)의 신인 콩쿠르 「천하 제일 만화상」에 투고작 「COSMOS」가 입선.주간 소년 점프 1997년 30호에 실린다.동년 6월, 「PLASMA」(예술 생활사)에 「COSMOS」를 2년간 연재했다.
1999년에는 같은 타이틀 같은 주인공의 신작 단편 「COSMOS」를 「주간 소년 점프」1999년 20호에 게재. 이 독서가 당시 『주간 소년 점프』에서 『나루토』의 연재 준비를 하고 있던 키시모토 마사시의 눈에 띄어 어시스턴트로 스카우트 되어 같은 해 상경, 『NARUTO』 제7화경부터 연재 종료까지 15년 어시스턴트를 맡았다.
2016년, <주간 소년 점프> 2016년 23호부터 <나루토>의 주인공 우즈마키 나루토의 아들 보루토를 주인공으로 한 만화 <BORUTO -보루토- NARUTO NEXT GENERATIONS>를 월 1회 형식으로 연재한다.2019년에 「V점프」(슈에이샤)로 이적해 연재 중이다.

## 작품 목록

### 연재
- COSMOS (『PLASMA』1997년 6월호-1999년 9월호) - MIKIOI KEMOTO 명의
- BORUTO -보루토- NARUTO NEXT GENERATIONS (원작·감수: 키시모토 마사시, 각본: 코다치 우쿄, 『주간 소년 점프』2016년 23호-2019년 28호→『V 점프』2019년 9월호-연재중, 기간 17권)

### 단편
- COSMOS（『주간 소년 점프』1997년 30호） - 1997년 3월기 천하제일만화상 입선
- COSMOS（『주간 소년 점프』1999년 20호）